# Treskavica
Treskavica je planina u središnjoj Bosni i Hercegovini, južno od Sarajeva. Nalazi se u središnjoj Bosni i u Gornjoj Hercegovini.

## Ime
Dobila je ime po sklonosti stalnog podrhtavanja tijekom seizmičke sezone.

## Zemljopis
Dva su dijela Treskavice. Sjeverni dio nazivamo Bosanska ili Trnovska Treskavica a južni dio pod nazivom Hercegovačka, Humska ili Kalinovačka.
Većina planine se nalazi u Republici Srpskoj a manji zapadni dio je smješten u Federaciji Bosne i Hercegovine.
Najviši vrh zove se Đokin toranj ili (Mala) Ćaba. Od uspostave Republike Srpske na ovim je prostorima promijenjeno nekoliko imena planinskih vrhova. 
S 2088 metara visine, Treskavica je najviša sarajevska planina, i samo za 300 metara manja od najviše planine u državi. Kada je vidljivo i vrijeme je sunčano, posjetioci mogu vidjeti sve do Crne Gore i Jadranskog mora.
Na Treskavici se nalazi pet glacijalnih jezera: Veliko, Bijelo, Crno, Platno i Malo jezero.
Na Treskavici izbija 365 vrela, od kojih neki leže pod samim najvišim vrhovima.

## Flora i fauna
Na Treskavici su velike i guste crnogorične i bjelogorične šume. Brojni su proplanci s bujnom travom.

## Pastirska naselja
Na Treskavici se nalaze naselja hrvatskih planištara koja datiraju od predturskih vremena i koja su još onda imala svog kapelana. To su bili planištari iz Donje Hercegovine koji su živjeli i od Gornje Hercegovine. Treskavica je bila u vlasništvu humnjačkih Hrvata. Imali su posjede na koje su izlazili ljeti sa svojom stokom, a vremenom su brojne obitelji ostajali i zimi te su nastala katunska naselja i poslije i cijele obiteljske kuće.